# Sophie Breum
Sophie Margrethe Juliane Breum (født 28. september 1870 i Odense, død 2. september 1935 i Kerteminde) var en dansk forfatter.
Sophie Breum er især husket for sin roman Jul i Købmandsgaarden fra 1917, der året efter hendes død blev bearbejdet til teaterstykke i to akter og i 1951 blev filmatiseret under titlen Fra den gamle Købmandsgaard.
Sophie Breums forældre var købmand Ignatz Florian Sebastian Breum og Anna Marie Henriette Rasmussen. Sophie drømte allerede som barn om at blive forfatter. Som datter af velhavende forældre fik hun sin skoleuddannelse på byens bedste privatskole. Efterfølgende rejste hun til København og fik privat undervisning i litteratur, filosofi og kunst, samtidig med at hun fulgte kurser på Borups Højskole.
Da hun vendte hjem til Odense, blev hun lærer på sin gamle privatskole og skrev samtidigt artikler til diverse aviser og blade som f.eks. Fyens Tidende, Illustreret Tidende og Husmoderens Blad. En tro på muligheden for at gøre karriere som forfatter fik hun af litteraturkritikeren Vilhelm Andersen, der efter at have læst hendes artikler i 1898, opmuntrede hende dertil. Hun debuterede som skønlitterær forfatter i 1900 med novellesamlingen Hyld og Humle.
Breum skrev desuden digte og fortællinger for børn, var redaktør og forordsskriver på diverse udgivelser samt oversætter.
Breum boede sammen med maleren Anna Elisabeth Munch fra ca. 1900 og indtil sin død. Anna Munch var grandkusine til den norske maler Edvard Munch. Om vinteren boede de i lejlighed i København, mens somrene blev tilbragt i villaen Østenkrog, som de selv fik bygget i Kerteminde i 1911. Munch illustrerede flere af Breums bøger.